# گیرنده مونوآمین

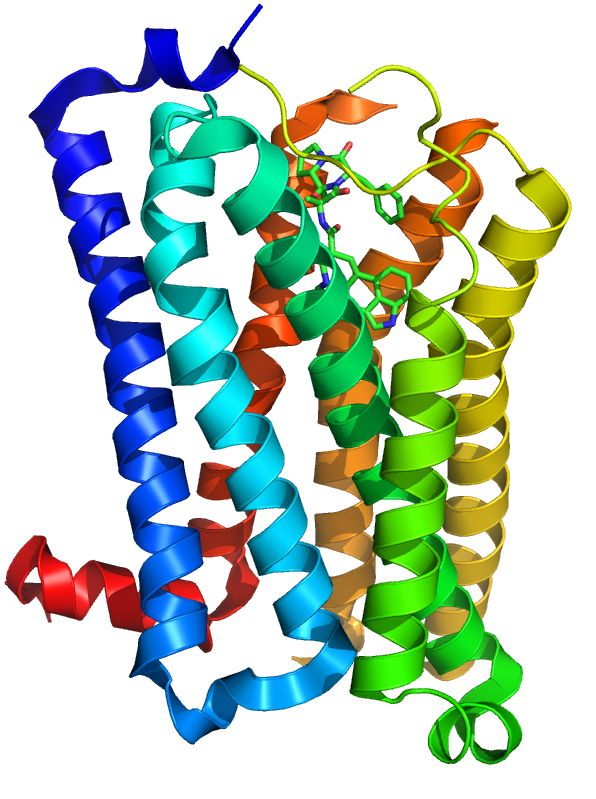
گیرنده سروتونین 5-HT_{1B} که نمونه‌ای از یک گیرنده مونوآمین است. ساختار کریستالوگرافی این گیرنده با استفاده از طرح روبانی نمایش داده شده‌است.

گیرنده مونوآمین گیرنده‌ای برای انتقال دهنده‌های عصبی مونوآمین و/یا آمین‌های کمیاب، مولکول‌های سیگنال دهی کوچک درون زاد با ساختار مونوآمین است. گیرنده‌های مونوآمین تقریباً همه گیرنده‌های جفت‌شده با پروتئین G هستند، گیرنده سروتونین 5-HT3 به عنوان یک کانال یونی وابسته به لیگاند یک استثنا قابل توجه است. گیرنده‌های مونوآمین اهداف زیستی بسیاری از داروها هستند. چنین داروهایی ممکن است به عنوان «مونوآمینرژیک» شناخته شوند.

## فهرست گیرنده‌ها
گیرنده‌های مونوآمین شامل کلاس‌های زیر هستند:
- گیرنده‌های آدرنرژیک – توسط اپی‌نفرین (آدرنالین) و نوراپی‌نفرین (نورآدرنالین) محدود می‌شوند
- گیرنده‌های دوپامین – توسط دوپامین محدود می‌شوند
- گیرنده‌های هیستامین – توسط هیستامین محدود می‌شوند
- گیرنده‌های ملاتونین – توسط ملاتونین محدود می‌شوند
- گیرنده‌های سروتونین – توسط سروتونین (5-HT) محدود می‌شوند
- گیرنده‌های مرتبط با آمین‌های کمیاب –توسط آمین‌های کمیاب، تیرونامین‌ها، انتقال‌دهنده‌های عصبی مونوآمین (فقط TAAR1) و تری‌متیل‌آمین (فقط TAAR5) محدود می‌شوند